# Curt Nicolin
Curt René Nicolin (Estocolmo, 10 de marzo de 1921 – Estocolmo, 8 de septiembre de 2006) fue un empresario sueco. Fue presidente de ASEA y de la Asociación de Empleadores Suecos.

## Primeros años
Nicolin nació el 10 de marzo de 1921 en Estocolmo, Suecia, hijo de Felix Nicolin y su esposa Anna Lisa (de soltera Rehné). Aprobó el studentexamen en Sigtunaskolan Humanistiska Läroverket en 1941 y se graduó del Real Instituto de Tecnología en 1945.

## Carrera
Nicolin fue reclutado por la familia Wallenberg como ingeniero en Svenska Turbinfabriks AB Ljungström (STAL) en Finspång ese mismo año, para liderar el desarrollo de un motor a reacción sueco. Se familiarizó con Fredrik Ljungström, gracias a quien debutó en el Banquete Nobel y para quien más tarde escribió un obituario.
Nicolin se convirtió en vicepresidente y director técnico allí en 1953. Fue CEO de STAL de 1955 a 1959 y de Turbin AB de Laval Ljungström de 1959 a 1961. En 1961, la familia Wallenberg nombró a Nicolin como CEO de ASEA, la joya de la corona de la industria de ingeniería sueca. Al mismo tiempo, los Wallenberg lo prestaron para limpiar las pérdidas de la aerolínea Scandinavian Airlines (SAS) como su CEO de 1961 a 1962. De regreso en ASEA, asumió la tarea de descentralizar la antigua empresa de ingeniería jerárquica y dividirla en divisiones. Fue durante un período en el que la nueva técnica de semiconductores aumentó en importancia. Durante el tiempo de Nicolin en ASEA, se tomó la decisión sobre los reactores nucleares de agua ligera suecos. ASEA llegó a construir nueve de los doce reactores suecos y también dos finlandeses.
Nicolin fue miembro del consejo de ASEA, SAS, Swedish Intercontinental Airlines (SILA), Incentive AB, AB C E Johansson, la Asociación de Empleadores Suecos y la Asociación Sueca de Mecánica (Sveriges Mekanförbund) en la década de 1960. En 1976, Marcus Wallenberg Jr. se retiró del puesto de presidente de ASEA y el puesto fue transferido a Nicolin. Nicolin también fue presidente del consejo de la Asociación de Empleadores Suecos de 1976 a 1984. En ASEA, junto con el nuevo CEO desde 1980, Percy Barnevik, Nicolin participó en los preparativos para la gran fusión con la suiza Brown, Boveri & Cie. Nicolin fue su presidente hasta la fusión en 1991, el mismo año en que se convirtió en presidente honorario. Después de la fusión de ASEA con Brown, Boveri & Cie, Nicolin fue presidente del consejo de ABB Asea Brown Boveri de 1988 a 1991. También fue presidente del Comité Asesor Empresarial e Industrial en la OECD (BIAC) desde 1984 y presidente del consejo de ESAB AB, Fläkt AB y SILA. Además, Nicolin fue presidente del consejo sueco de SAS de 1973 a 1991, vicepresidente del comité de trabajo de AB Aerotransport y de Swedish Match así como miembro del consejo de varias empresas y organizaciones suecas y extranjeras.

## Vida personal
En 1946, Nicolin se casó con Ulla-Britt Sandén (nacida en 1924), hija del comerciante Fridolf Sandén y Svea (de soltera Johansson). Fue padre de Clas (nacido en 1948), Marie (nacida en 1951), Tomas (nacido en 1954), Magnus (nacido en 1956) y Charlotte (nacida en 1958).

## Premios y condecoraciones
- Comendador de la Orden de Vasa[1]
- Medalla de Oro de la Real Academia Sueca de Ciencias de la Ingeniería (1953)[1]
- Medalla de Plata de Thulin de la Asociación de Técnica de Vuelo (1953)[1]

## Honores
- Miembro de la Real Academia Sueca de Ciencias de la Ingeniería (1955)[4]
- Doctorado Honorario en Tecnología, Real Instituto de Tecnología (1974)[4]
- Miembro de la Real Academia Sueca de Ciencias (1985)[4]
- Primer miembro honorario de la Real Academia Sueca de Ciencias de la Ingeniería (1989)[4]
- Doctor honoris causa en Administración de Empresas, Escuela de Economía de Estocolmo[2] (1991)